# St. Souplet British Cemetery
St. Souplet British Cemetery is een Britse militaire begraafplaats met gesneuvelden uit de Eerste Wereldoorlog gelegen in Saint-Souplet in het Franse Noorderdepartement. De begraafplaats ligt aan de Rue de la Haie Menneresse op ruim 600 m ten zuidwesten van het dorpscentrum (Église Saint-Sulpice). Ze werd ontworpen door Charles Holden en heeft driehoekig grondplan met een oppervlakte van 2.504 m². 
De begraafplaats ligt op een glooiend terrein en wordt omsloten door een natuurstenen muur. Omdat het terrein hoger ligt dan het straatniveau werd de toegang uitgevoerd met een trappartij met 18 opgaande treden, onderbroken door een terras en geflankeerd door bloembakken.
Centraal tegen de oostelijke muur en in dezelfde aslijn als de toegang staat de Stone of Remembrance op een verhoogd plateau. Verderop, in de noordelijke hoek staat een schuilhuisje en in de westelijke hoek staat het Cross of Sacrifice. De begraafplaats wordt onderhouden door de Commonwealth War Graves Commission.
Er liggen 747 doden waaronder 156 niet geïdentificeerde.

## Geschiedenis
Saint-Souplet werd op 10 oktober 1918 door de Amerikaanse 30th Division veroverd.
Aan de zuidwestkant van het dorp legden ze een begraafplaats aan waar toen 371 Amerikaanse en 7 Britse slachtoffers begraven werden. Ernaast werd een kleinere Britse begraafplaats aangelegd. Na de wapenstilstand werden de Amerikaanse graven verwijderd en de zeven Britse graven werden naar de huidige Britse begraafplaats overgebracht.
Andere Britse slachtoffers werden vanuit de omliggende slagvelden en de volgende kleinere begraafplaatsen bijgezet: Bohain British Cemetery (35 doden), Crevecoeur-sur-l'Escaut Churchyard (8 doden), Estrees Communal Cemetery German Extension (6 doden), Fesmy Churchyard (18 doden), Lanchy Churchyard French Military Extension (3 doden), Maroilles Communal Cemetery German Extension (6 doden), Montbrehain Communal Cemetery German Extension (6 doden), Noyelles-sur-l’Escaut German Cemetery (10 doden), Oisy Churchyard (1 dode), Origny-Ste Benoite German Cemetery (23 doden), Ovillers Old Communal Cemetery, Solesmes (30 doden), Premont Communal Cemetery German Extension (22 doden), St. Martin Military Cemetery in St. Quentin (134 doden), St. Souplet Communal Cemetery (10 doden), Saulzoir Communal Cemetery Extension (15 doden), Solre-le-Chateau Communal Cemetery German Extension (12 doden), Troisvilles Communal Cemetery Extension (18 doden) en Urvillers Military Cemetery (14 doden). 
Onder de geïdentificeerde slachtoffers zijn er 577 Britten, 4 Australiërs, 5 Canadezen, 2 Indiërs, 1 Zuid-Afrikaaan, 1 Nieuw-Zeelander en 1 Amerikaan. 
Voor 17 Britten die in krijgsgevangenschap stierven werden Special Memorials opgericht omdat zij oorspronkelijk in andere begraafplaatsen waren begraven maar hun stoffelijke resten werden er niet meer teruggevonden. 
Achtendertig Britse gesneuvelden die oorspronkelijk in Urvillers German Military Cemetery werden begraven worden herdacht met een Duhallow Block omdat hun graven verloren gingen. Hun grafzerken staan tegen de zuidwestelijke muur opgesteld.

## Graven

### Onderscheiden militairen
- Charles Rene Gold, kapitein bij de Derbyshire Yeomanry werd onderscheiden met de Distinguished Service Order (DSO).
- de kapiteins Frank Mercer Bentley (Lancashire Fusiliers), Robert Eustace Gudgeon (Royal Field Artillery) en Hector Charles Seymour Munro (Seaforth Highlanders); luitenant T.W. Hunter (Royal Field Artillery) en de onderluitenanten D.C. Cargill (Seaforth Highlanders) en John Anthony McCudden (Royal Flying Corps) werden onderscheiden met het Military Cross (MC).
- Leonard William Ormerod, vluchtleider bij de Royal Naval Air Service werd onderscheiden met het Distinguished Service Cross (DSC).
- Robert William Jackson, onderluitenant bij het West Yorkshire Regiment (Prince of Wales's Own) werd onderscheiden met het Military Cross en de Distinguished Conduct Medal (MC, DCM).
- korporaal W.G. Loader (Dorsetshire Regiment) en soldaat John Lawrence Cookson (Royal Welsh Fusiliers) werden onderscheiden met de Distinguished Conduct Medal (DCM).
- technicus George Smith (Royal Naval Air Service) werd onderscheiden met de Distinguished Service Medal (DSM).
- sergeant J. Jardine (Royal Garrison Artillery) werd onderscheiden met de Military Medal en de Meritorious Service Medal (MM, MSM).
- nog 18 militairen werden onderscheiden met de Military Medal (MM) waaronder soldaat Luther Henry Sheldon (King's Own Yorkshire Light Infantry) tweemaal (MM and Bar).

### Minderjarige militair
- kanonnier Stanley Maurice Edward Spillan (Royal Field Artillery)  was 16 jaar toen hij op 16 augustus 1914 sneuvelde.